# 石平 (劉没鐸)
石平（せきへい）は北周時期に劉没鐸が自立して建てた私年号。577年。

## 西暦との対照表
| 石平 | 元年  |
| 西暦 | 577年 |
| 干支 | 丁酉  |